# Eduardo Quintero
Eduardo S.Quintero – kolumbijski zapaśnik walczący w obu stylach. Zdobył brązowy medal na igrzyskach Ameryki Środkowej i Karaibów i na mistrzostwach Ameryki Centralnej w 1990 roku.